# Sankt Bavo Kirken
Sankt Bavo Kirken (nl. Sint-Bavokerk el. De Grote Kerk) er en kirke i den nederlandske by Haarlem. Den ligger midt på det store torv i Haarlem (De Grote Markt), og er en af Nederlands største kirker. St. Bavo er opført i såkaldt gotisk stil, og byggeriet begyndte omkring 1370. Det menes at kirken først stod færdig i 1520. Fra 1559 til 1578 var kirken katolsk hvorefter protestanter overtog og konverterede den.

## Orgel
Orglet i Skt. Bavo Kirken, er et af verdens mest berømte kirkeorgler. Det er bygget af Christian Müller mellem 1735 og 1738, og besidder hele 60 forskellige stemmer. Store musikere som Mendelssohn, Händel og Mozart har spillet på dette orgel.